# Adam Potocki (1776–1812)
Adam Potocki herbu Pilawa (ur. 1776 w Kruszynie, zm. 25 listopada 1812 w bitwie koło Warszawy) – pułkownik wojsk polskich Księstwa Warszawskiego.

## Życiorys
Urodził się w rodzinie Teodora Potockiego, był zięciem Andrzeja Rostworowskiego, ojcem Karoliny Nakwaskiej.
Od swej babki Konstancji z Daniłowiczów, starościanki parczewskiej drugiej żony dziadka, kasztelana bracławskiego Jana Potockiego, otrzymał dobra Kruszynę w ówczesnym województwie sieradzkim wraz ze wspaniałym zabytkowym zamkiem. Właściciel dóbr majątkowych: Bilcze (w obwodzie czortkowskim), Horodenka, które kupił w ojca, Smotrycz i Sawińce (w powiecie bracławskim). W 1796 poślubił Marię Antoninę Rostworowską w Prażmowie. Dał początek drugiemu szczepowi Złotej Pilawy.
W 1809 uzbroił swoim kosztem 200 ludzi konnych ze swoich dóbr i połączył się z oddziałami wojska polskiego Piotra Strzyżewskiego 27 maja 1809 pod Tarnopolem. Od tej pory rozpoczął się szlak bojowy. Walczył ze swoim oddziałem z Austriakami, gdzie doszło do bitwy przeciw gen. Bickingowi w dniu 18 czerwca 1809 pod Zaleszczykami, Tarnopolem, Chorostkowcem i Wieniawką. Za te walki, w których okrył się sławą został wynagrodzony.
Został pochowany w podziemiach kościoła kapucynów w Warszawie.